# Sacharow-Preis

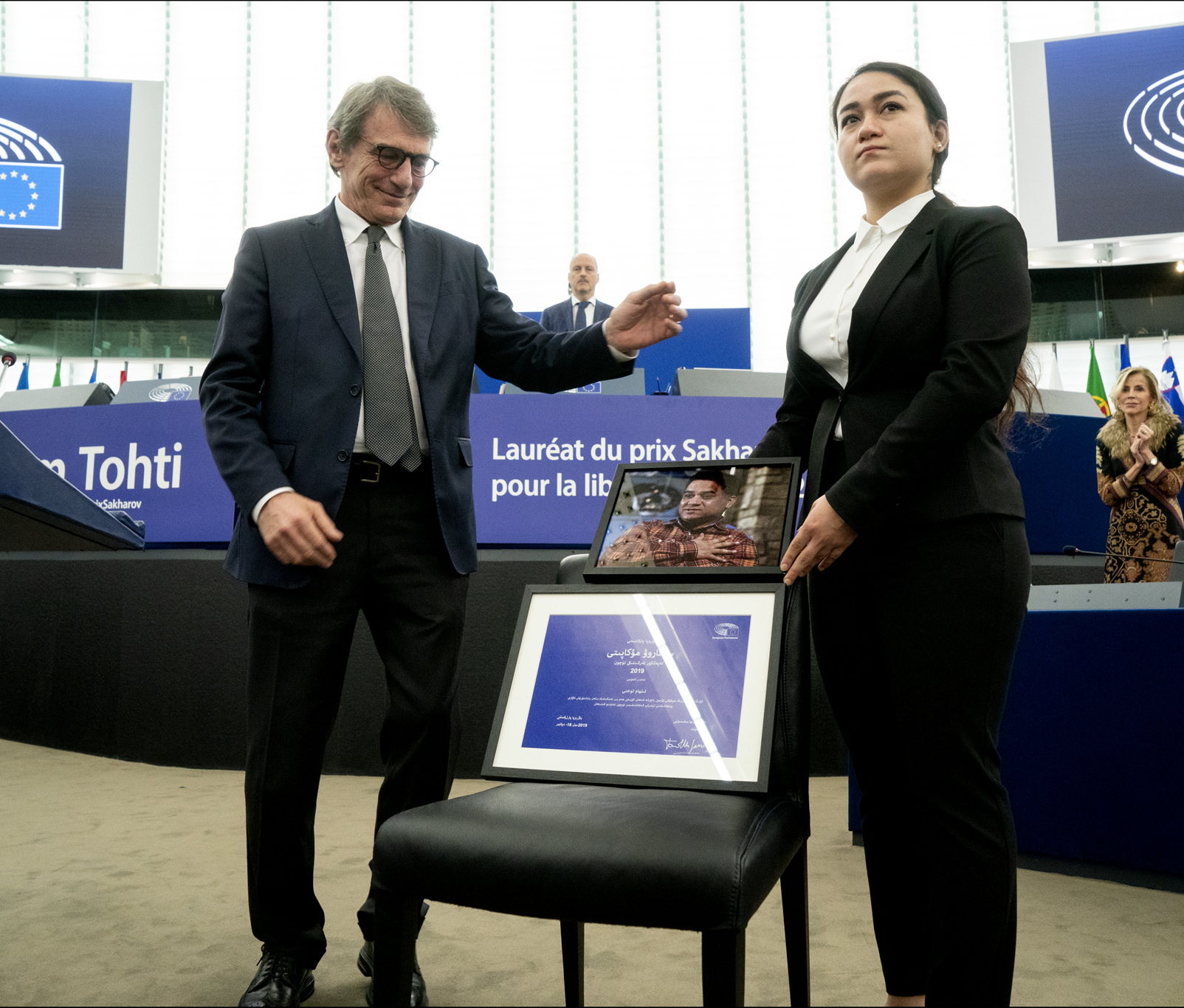
Verleihung des Sacharow-Preises 2019 im Europäischen Parlament an den uigurischen Menschenrechtsaktivisten Ilham Tohti. Parlamentspräsident David Sassoli übergab den Preis an Ilhams Tochter, die ihren inhaftierten Vater vertrat.

Der Sacharow-Preis für geistige Freiheit (auch EU-Menschenrechtspreis genannt) wird seit 1988 vom Europäischen Parlament an Persönlichkeiten oder Organisationen verliehen, die sich für die Verteidigung der Menschenrechte und der Meinungsfreiheit einsetzen. Der Preis ist nach dem Friedensnobelpreisträger Andrei Sacharow benannt und mit 50.000 Euro dotiert. Er wird jährlich in Straßburg verliehen.
Eine Auswahl an Nominierten bereiten der Ausschuss für Auswärtige Angelegenheiten sowie der Entwicklungsausschuss vor, die sich im September jeden Jahres auf eine Shortlist einigen. Über diese berät die Konferenz der Präsidenten des Europaparlaments. Die Entscheidung wird üblicherweise im späten Oktober bekanntgegeben, und die Verleihung findet im Straßburger Sitz des Europarlaments im Dezember statt.

## Preisträger
| Jahr | Preisträger                                                                    | Lebensdaten  | Land             | Anmerkungen |
| ---- | ------------------------------------------------------------------------------ | ------------ | ---------------- | --- |
| 1988 | Nelson Mandela ∗                                                               | 1918–2013    | Südafrika        | Führer des südafrikanischen ANC, inhaftiert |
| 1988 | Anatoli Tichonowitsch Martschenko (postum)                                     | 1938–1986    | Sowjetunion      | Dissident |
| 1989 | Alexander Dubček                                                               | 1921–1992    | Tschechoslowakei | Politiker und Mitinitiator des Prager Frühlings |
| 1990 | Aung San Suu Kyi ∗                                                             | 1945–        | Myanmar          | Gründerin der Nationalen Liga für Demokratie |
| 1991 | Adem Demaçi                                                                    | 1936–2018    | Kosovo           | albanischer Schriftsteller |
| 1992 | Madres de Plaza de Mayo                                                        | gegr. 1977   | Argentinien      | Menschenrechtsbewegung |
| 1993 | Oslobođenje                                                                    | gegr. 1943   | Jugoslawien      | Zeitung aus Sarajevo |
| 1994 | Taslima Nasrin                                                                 | 1962–        | Bangladesch      | Schriftstellerin |
| 1995 | Leyla Zana                                                                     | 1961–        | Türkei           | kurdische Angehörige des türkischen Parlaments, 1994 bis 2004 inhaftiert und später zu zahlreichen weiteren Haftstrafen verurteilt |
| 1996 | Wei Jingsheng                                                                  | 1950–        | VR China         | Aktivist für Demokratie und Menschenrechte in China, nach dem Pekinger Frühling 1979 verhaftet; Ende 1997 nach vielen Jahren unmenschlicher Haftbedingungen in die USA abgeschoben |
| 1997 | Salima Ghezali                                                                 | 1958–        | Algerien         | Journalistin und Menschenrechtsaktivistin |
| 1998 | Ibrahim Rugova                                                                 | 1944–2006    | Kosovo           | politischer Führer der albanischen Bevölkerung im Kosovo |
| 1999 | Xanana Gusmão                                                                  | 1946–        | Osttimor         | Führer der Unabhängigkeitsbewegung in Osttimor. 1992 bis 1997 inhaftiert, 2002 bis 2007 erster Präsident von Osttimor, 2007 bis 2015 Premierminister |
| 2000 | ¡Basta Ya!                                                                     | gegr. 1999   | Spanien          | Organisation, die sich gegen den ETA-Terrorismus richtet. |
| 2001 | Zacarias Kamwenho                                                              | 1934–        | Angola           | Erzbischof von Lubango |
| 2001 | Izzat Ghazzawi                                                                 | 1951–2003    | Palästina        | Schriftsteller |
| 2001 | Nurit Peled-Elhanan                                                            | 1949–        | Israel           | Universitätsdozentin und Autorin, verlor 1997 ihre 13-jährige Tochter in West-Jerusalem durch die Bombe eines palästinensischen Selbstmordattentäters |
| 2002 | Oswaldo Payá                                                                   | 1952–2012    | Kuba             | Regimekritiker |
| 2003 | Kofi Annan ∗                                                                   | 1938–2018    | Ghana            | UN-Generalsekretär |
| 2003 | Alle Mitarbeiter der Vereinten Nationen ∗                                      | gegr. 1945   | multinational    | „in besonderem Gedenken an Sérgio Vieira de Mello und die vielen anderen UN-Beamten, die in Ausübung ihres Dienstes für den Frieden in der Welt ihr Leben verloren“ |
| 2004 | Belarussischer Journalistenverband (BAJ)                                       | gegr. 1995   | Belarus          | |
| 2005 | Damen in Weiß                                                                  | gegr. 2003   | Kuba             | Menschenrechtsbewegung |
| 2005 | Hauwa Ibrahim                                                                  | 1968–        | Nigeria          | Anwältin |
| 2005 | Reporter ohne Grenzen                                                          | gegr. 1985   | Frankreich       | |
| 2006 | Aljaksandr Milinkewitsch                                                       | 1947–        | Belarus          | Oppositionspolitiker |
| 2007 | Salih Mahmoud Osman                                                            | 1957–        | Sudan            | Menschenrechtsanwalt |
| 2008 | Hu Jia                                                                         | 1973–        | VR China         | Bürgerrechtler, inhaftiert |
| 2009 | Memorial ∗                                                                     | gegr. 1989   | Russland         | Menschenrechtsorganisation |
| 2010 | Guillermo Fariñas                                                              | 1962–        | Kuba             | Regimekritiker und Arzt |
| 2011 | Mohamed Bouazizi (postum)                                                      | 1984–2011    | Tunesien         | Aktivisten des Arabischen Frühlings |
| 2011 | Ali Ferzat                                                                     | 1951–        | Syrien           | Aktivisten des Arabischen Frühlings |
| 2011 | Asmaa Mahfuz                                                                   | 1985–        | Ägypten          | Aktivisten des Arabischen Frühlings |
| 2011 | Ahmed al-Senussi                                                               | 1933–        | Libyen           | Aktivisten des Arabischen Frühlings |
| 2011 | Razan Zaitouneh                                                                | 1977–2013(?) | Syrien           | Aktivisten des Arabischen Frühlings |
| 2012 | Jafar Panahi                                                                   | 1960–        | Iran             | Filmregisseur, inhaftiert |
| 2012 | Nasrin Sotudeh                                                                 | 1963–        | Iran             | Anwältin, 2010 bis 2013 und seit 2018 inhaftiert |
| 2013 | Malala Yousafzai ∗                                                             | 1997–        | Pakistan         | Bloggerin und Kinderrechtsaktivistin |
| 2014 | Denis Mukwege ∗                                                                | 1955–        | DR Kongo         | Gynäkologe |
| 2015 | Raif Badawi                                                                    | 1984–        | Saudi-Arabien    | Blogger, inhaftiert |
| 2016 | Lamiya Aji Bashar                                                              | um 1998–     | Irak             | von der Terrororganisation Islamischer Staat verfolgte Jesidinnen |
| 2016 | Nadia Murad ∗                                                                  | 1993–        | Irak             | von der Terrororganisation Islamischer Staat verfolgte Jesidinnen |
| 2017 | Demokratische Opposition in Venezuela                                          | —            | Venezuela        | Die Nationalversammlung (stellvertretend Julio Borges) und alle von der Organisation „Foro Penal Venezolano“ (venezolanisches Forum zur Verteidigung politischer Häftlinge) als solche anerkannten politischen Gefangenen, darunter Leopoldo López, Antonio Ledezma, Daniel Ceballos, Yon Goicoechea, Lorent Saleh, Alfredo Ramos und Andrea González.                                              |
| 2018 | Oleh Senzow                                                                    | 1976–        | Ukraine          | Filmregisseur, Mai 2014 bis September 2019 in Russland inhaftiert. |
| 2019 | Ilham Tohti                                                                    | 1969–        | VR China         | uigurischer Menschenrechtsverfechter und Wirtschaftsprofessor, 2014 wegen „Separatismus“ zu lebenslanger Freiheitsstrafe verurteilt |
| 2020 | Demokratische Opposition in Belarus, repräsentiert durch den Koordinierungsrat | —            | Belarus          | Die demokratische Opposition gegen die Politik und Präsidentschaft von Aljaksandr Lukaschenka, repräsentiert durch den Koordinierungsrat, eine Initiative von Swjatlana Zichanouskaja, Swetlana Alexijewitsch, Maryja Kalesnikawa, Wolha Kawalkowa und Weranika Zepkala sowie durch die Aktivisten Sjarhej Zichanouski, Ales Bjaljazki *, Sjarhej Dyleuski, Szjapan Puzila und Mikalaj Statkewitsch |
| 2021 | Alexei Anatoljewitsch Nawalny                                                  | 1976–2024    | Russland         | Oppositioneller, Anti-Korruptions-Aktivist |
| 2022 | Ukrainische Bevölkerung                                                        | —            | Ukraine          | Der vom Krieg Russlands gegen die Ukraine betroffenen ukrainischen Bevölkerung, repräsentiert durch Wolodymyr Selenskyj, den Staatlichen Dienst für Notfallsituationen, Julija Pajewska, Oleksandra Matwijtschuk, Yellow Ribbon Civil Resistance Movement und Iwan Fedorow. |
| 2023 | Jina Mahsa Amini (posthum) und die iranische Frauenbewegung                    | 1999–2022    | Iran             | siehe Frau, Leben, Freiheit und Proteste im Iran seit September 2022 |
| 2024 | María Corina Machado                                                           | 1967–        | Venezuela        | Anführer der demokratischen Kräfte Venezuelas und Kandidaten der Opposition bei der Präsidentschaftswahl im Juli 2024; „für ihren mutigen Kampf zur Wiederherstellung von Freiheit und Demokratie in Venezuela“. |
| 2024 | Edmundo González                                                               | 1949–        | Venezuela        | Anführer der demokratischen Kräfte Venezuelas und Kandidaten der Opposition bei der Präsidentschaftswahl im Juli 2024; „für ihren mutigen Kampf zur Wiederherstellung von Freiheit und Demokratie in Venezuela“. |